# Trận Dyrrhachium (1081)
Trận Dyrrhachium (ngày nay gần Durrës ở Albania) là một trận đánh diễn ra vào ngày 18 tháng 10 năm 1081, giữa quân đội Đông La Mã do Hoàng đế Alexios I Komnenos chỉ huy và người Norman chỉ huy bởi Robert Guiscard, Công tước xứ Apulia và Calabria ở miền nam nước Ý. Trận đánh diễn ra ở bên ngoài thành phố Dyrrhachium (còn được gọi là Durazzo), thủ phủ của Đông La Mã ở tỉnh Illyria và kết thúc bằng một chiến thắng của người Norman.
Sau khi người Norman thôn tính các tỉnh miền nam nước Ý của Đông La Mã và đảo Sicily của người Saracen, Hoàng đế Đông La Mã Mikhael VII Doukas (cai trị 1071-1078), đã hứa hôn con trai mình với con gái của Robert Guiscard. Khi giới quý tộc ở Constantinopolis lật đổ Mikhael, Robert đã coi đây là một cái cớ để tấn công Đông La Mã vào năm 1081. Quân Norman đã bao vây thành Dyrrhachium, nhưng hạm đội của ông ta đã bị người Venice đánh bại. Ngày 18 tháng 10, quân Norman đụng độ với quân đội Đông La Mã do đích thân hoàng đế Alexios I Komnenos chỉ huy ở bên ngoài thành phố. Cuộc chiến bắt đầu khi cánh hữu của quân Đông La Mã tràn sang tấn công cánh tả của quân Norman, khiến họ tan vỡ và tháo chạy. Lính đánh thuê Varangian đuổi theo truy kích nhưng dần tách ra khỏi lực lượng chính và bị tiêu diệt hoàn toàn. Ngay sau đó, các hiệp sĩ Norman đánh thẳng vào trung quân của Đông La Mã, làm đa phần quân Đông La Mã tháo chạy khỏi chiến trường.
Sau chiến thắng này, người Norman chiếm thành Dirrhachyum và tiến sâu vào nội địa, giành quyền kiểm soát phần lớn Macedonia và Thessaly. Nhưng Robert Guiscard buộc phải quay về Ý, khi quân đồng minh của ông ta, Giáo hoàng Grêgôriô VII sắp bị Heinrich IV, Hoàng đế của Thánh chế La Mã đánh bại. Con trai Robert là Bohemond được giao quyền chỉ huy số binh lính còn ở lại Hy Lap. Bohemond đạt được thành công bước đầu, đánh bại được Alexios trong vài trận chiến, nhưng cuối cùng đã bị Alexios nghiền nát trong trận chiến ở bên ngoài thành Larissa. Bohemond buộc phải bỏ lại toàn bộ đất đai đã chiếm được, đưa tàn quân rút về Ý. Trong khi đó, Đông La Mã bước vào thời kỳ Phục hưng Komnenos.

## Bối cảnh
Những người Norman đầu tiên đặt chân lên miền nam nước Ý là những người đến từ Bắc Pháp, phục vụ các lãnh chúa Lombard địa phương trong hàng ngũ lính đánh thuê chống lại Đế quốc Đông La Mã. Được trả công bằng đất đai vì những chiến công của mình, thế lực của người Norman dần dần lớn mạnh để thách thức quyền lực của Đức Giáo hoàng. Năm 1054, họ đánh bại các lực lượng trung thành với Giáo hoàng trong Trận Civitate, buộc thành Rôma phải công nhận quyền lực của họ. Đến năm 1059, Giáo hoàng đã phong cho Robert Guiscard, người của gia tộc Hauteville, làm Công tước của Apulia, Calabria và Sicily. Tuy nhiên, phần lớn Apulia và Calabria nằm trong quyền kiểm soát của Đông La Mã, trong khi Sicily từ lâu đã nằm trong tay của người Sacaren.

Đế quốc Đông La Mã vào năm 1076 (phần màu xanh là Vương quốc Hồi Giáo của người Seljuk)

Năm 1071, Robert và anh trai của ông ta, Roger đã chiếm Bari, thành trì cuối cùng của Đông La Mã ở Ý. Một năm sau, người Norman tràn vào Sicily, chấm dứt sự tồn tại của Tiểu vương quốc Sicily kéo dài gần 250 năm. Năm 1073, Hoàng đế Đông La Mã Mikhael VII đã cử một phái đoàn đến gặp Robert Guiscard nhằm tìm kiếm một thỏa thuận đồng minh, dựa trên sự hôn phối con trai Konstantinos của ông ta với Helena, con gái của Robert. Robert Guiscard chấp nhận lời đề nghị này và gửi con gái của mình tới Constantinopolis. Nhưng vào năm 1078, giới quý tộc ở Contantinopolis đã làm cuộc chính biến lật đổ Mikhael VII và đưa Nicephorus Botaneiates lên ngai vàng, điều này dẫn tới việc Helena không thể lên ngôi hoàng hậu còn Robert mất đi những quyền lợi có thể nhận được khi con rể ngồi lên ngai vàng. Đây là cái cớ mà Robert lấy ra để tấn công vào Đế quốc Đông La Mã, khi ông ta tuyên bố dấy binh là vì con gái bị ngược đãi đồng thời giành lại quyền lợi chính đáng cho con rể Konstantinos của mình. Tuy nhiên, các cuộc nổi loạn ở Ý đã làm chậm lại kế hoạch can thiệp quân sự của ông ta.
Robert Guiscard ban lệnh tất cả những ai trong độ tuổi nhập ngũ tham gia quân đội, huấn luyện và vũ trang đầy đủ cho họ. Đồng thời với việc củng cố lực lượng, Robert gửi một đại sứ tới Constantinopolis để đòi các yêu cầu quyền lợi thích hợp cho Helena, và mua chuộc Tổng đốc các quân đoàn, Alexios. Người ta không rõ kết quả đàm phán như thế nào, nhưng khi viên đại sứ trở về, Robert Guiscard đã được báo tin về cuộc chính biến đã lật đổ Botaneiates và đưa Alexios ngồi lên ngai vàng, trở thành Alexios I Komnenos.
Khi viên đại sứ được cử đi trở về, ông đã khuyên Robert nên tiếp tục giữ vững nền hòa bình với Đông La Mã, và nói rằng Alexios không muốn gì hơn ngoài tình hữu nghị với người Norman. Nhưng Robert Guiscard muốn một cuộc chiến tranh nên phớt lờ những lời khuyên đó. Con trai của Robert, Bohemond được lệnh dẫn đầu một đội quân tiên phong hướng về Hy Lạp, và đổ bộ lên Aulon. Robert cũng đích thân dẫn quân đổ bộ lên đấy ngay sau đó.

## Khúc dạo đầu
Anna Komnene
Cuối tháng 5 năm 1081, 150 tàu của hạm đội Norman, trong đó bao gồm 60 tàu chở ngựa chiến, đã tiến vào vùng biển của Đế quốc Đông La Mã. Có 30.000 quân được tập hợp và tham gia cuộc viễn chinh, cùng với sự hỗ trợ của 1300 hiệp sĩ Norman. Khi tiến tới Avalona thuộc lãnh thổ Đông La Mã, một số tàu từ Ragusa, một nước cộng hòa ở Balkan từ lâu đã đối địch với Đông La Mã, đã gia nhập hạm đội của họ.
Robert sớm rời khỏi Avalona và đi thuyền tới đảo Corfu, nơi mà các đơn vị đồn trú ít ỏi dường như đã đầu hàng ngay lập tức. Chiếm được một cầu nối với Hy Lạp đồng thời là một căn cứu để nhận tiếp tế từ Ý, Robert hướng đến Dyrrhachium, cảng chính và thủ phủ của Illyria. Thành phố này được bảo vệ bằng một dải đất dài, tạo thành một bán đảo hẹp chạy song song với bờ biển, nhưng bị ngăn cách bởi đầm lầy. Robert Guiscard đổ quân lên bán đảo rồi dựng doanh trại bên ngoài hàng phòng thủ của thành phố. Tuy nhiên, khi hạm đội của ông ta tiến tới Dyrrhachium đã gặp phải một cơn bão, làm đắm mất một số tàu.
Khi nhận được tin người Norman chuẩn bị xâm lược đế quốc, Alexios đã nhanh chóng gửi một đại sứ tới chỗ Domenico Selvo, tổng đốc của Venice, đề nghị dành cho họ những đặc quyền về thương mại đổi lấy sự hỗ trợ về quân sự. Tổng đốc Venice vốn đang lo ngại trước việc người Norman có thể kiểm soát eo biển Otranto, liền đích thân chỉ huy hạm đội và giương buồm ra khơi ngay sau đó. Hạm đội Venice tấn công bất ngờ vào các tàu Norman ngay trong đêm. Dưới sự chỉ huy của Bohemond, quân Norman kháng cự kịch liệt nhưng kinh nghiệm đi biển ít ỏi đã chống lại họ. Hạm đội Venice dày dặn kinh nghiệm đã dàn theo thế trận "cảng biển" đánh thẳng vào các tàu chiến Norman, được sự trợ giúp của Lửa Hy Lạp và đạn lửa từ các tàu Đông La Mã bên trong cảng, họ đánh tan tác hạm đội Norman và tiến vào trong cảng Dyrrhachium.

## Vây hãm

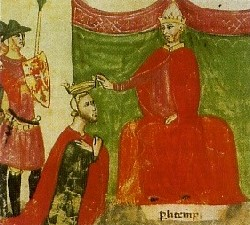
Robert Guiscard đang vấn an Giáo hoàng Nicôla II.

Không nản lòng trước thất bại của hải quân, Robert Guiscard tiếp tục tổ chức vây hãm thành phố. Các đơn vị đồn trú của Dyrrhachium được đặt dưới quyền của Georgios Palaiologos, một viên tướng có nhiều kinh nghiệm, người được Alexios gửi tới để bảo vệ thành phố đủ lâu cho tới khi ông có thể tập hợp được một đội quân tới giải vây.
Trong khi đó, một hạm đội Đông La Mã đã đến gia nhập với hạm đội Venezia. Hạm đôi liên hợp này đã tấn công vào hạm đội Norman, một lần nữa đã buộc họ phải bỏ chạy. Quân Đông La Mã đã cố thủ thành Dyrrhachium trong suốt một mùa hè, mặc dù Robert Guiscard liên tiếp sử dụng các máy bắn đá, máy phóng tên và tháp bao vây để tấn công thành phố. Quân phòng thủ liên tục tiến ra ngoài để phá vây, có một lần Palaeologus đã chiến đấu cả ngày với một mũi tên bắn trúng hộp sọ của mình. Trong một cuộc phá vây thành công khác, họ đã phá hủy cả tháp bao vây của quân Norman.
Doanh trại của Robert Guiscard đã bị dịch bệnh khủng khiếp tấn công: mà theo sử gia đương đại Anna Komnene là khoảng 10.000 người chết, trong đó có khoảng 500 hiệp sĩ. Mặc dù vậy, tình hình trong thành Dyrrhachium cũng không khá khẩm hơn gì, bởi họ bị các vũ khí bao vây của Robert tàn phá nặng nề, dẫn đến sự tuyệt vọng trong hàng ngũ binh lính giữ thành. Alexios biết được tin này vào lúc ông đang ở Salonica cùng với một đội quân hùng hậu được tập hợp nhằm chống lại quân xâm lược Norman.

## Quân đội hai bên

### Quân đội Norman
Đội quân của Robert Guiscard không giống như một đội quân điển hình thời bấy giờ. Theo lời Anna Komnene, "Không hài lòng với những tướng sĩ đã phục vụ trong quân ngũ từ những ngày đầu tiên và có kinh nghiệm trận mạc, ông ấy [Guiscard] đã thành lập một đội quân mới, tuyển mộ nhân đinh mà không cần quan tâm đến tuổi tác. Từ mọi miền Lombardia, Apulia, ông đã tuyển mộ những người ở mọi lứa tuổi. Những con người đáng thương ngay cả trong mơ cũng chưa từng một lần nhìn thấy Áo giáp, nhưng vẫn phải vận những bộ giáp phục, tay cầm khiên, lúng túng cầm cung mà họ không còn sử dụng nữa..."
Nếu chúng ta tin tưởng lời của Anna thì phần lớn đội quân của Robert bao gồm các lính tuyển người Ý, những người phải tập luyện không ngừng nghỉ trước khi tham gia vào cuộc viễn chinh. Họ bao gồm những lính cầm giáo, cung thủ, nỏ thủ và những kỵ binh hạng nhẹ hoặc hạng trung. Một số tài liệu thậm chí còn cho rằng đội quân của Robert cũng bao gồm những cung thủ của người Hồi giáo ở Sicilia. Quân đội người Norman dao động từ 18.000 đến 20.000 người. Họ có năng lực, nhưng điều đó không có nghĩa là họ đã thực sự sẵn sàng cho những sự khốc liết của chiến tranh. Rất có thể Guiscard đã thuê một số lính đánh thuê - cả kỵ binh và bộ binh - để dự phong cho xương sống của quân đội của ông ta.
Xương sống của quân đội Norman là 1300 hiệp sĩ mang giáp nặng. Họ được đào tạo bài bản, có kinh nghiệm và có vũ trang và trang bị vũ khí đầy đủ. Nhiều người trong số họ đã tham gia vào các chiến dịch chinh phục miền Nam nước Ý từ người Đông La Mã và Sicilia từ người Hồi giáo của Robert Guiscard. Đây là một trong những trận đánh đầu tiên của thời Trung Cổ mà một chiến thuật mới đã được đề cập cụ thể: Ngọn thương được các kỵ binh Norman đặt ngang trước khi tấn công. Vào đầu thế kỷ, các kỵ binh hạng nặng thường ném thương hoặc cầm ngược thương để gây sát thương với địch. Bằng cách mới này, việc giữ thương dưới cánh tay đã khiến ngọn thương mang uy lực cực kỳ khủng khiếp.

### Quân đội Đông La Mã
Đế quốc Đông La Mã mới vực dậy gần đây từ một cuộc nội chiến kéo dài. Sự ổn định đã được tái thiết lập cùng với sự đăng quang của Alexios Komnenos với hiệu là Alexios I. Cuộc xâm lăng xứ Illyria của người Norman có thể xem như là bài kiểm tra nghiêm túc đầu tiên trong triều đại của ông, xảy ra chỉ vài tháng sau khi ông lên ngôi. Alexios đã hành động nhanh chóng, thành lập một đội quân mới. Theo Anna Komnene, Alexios có khoảng 20.000 quân; trong khi theo sử gia John Haldon thì số lượng quân đội Đông La Mã vào khoảng 18-20.000 người; tuy nhiên John Birkenmeier lại ước tính vào khoảng con số 20-25.000. Đội quân này bao gồm các binh lính từ các địa hạt quân sự Macedonia và Tharce với khoảng 5.000 người, 1.000 quân thuộc các đơn vị Excubitors và Vestiaritai, 2.800 binh lính theo Mani giáo, kỵ binh Thessaly, quân nghĩa vụ Balkan, bộ binh Armenia và các đơn vị bộ binh hạng nhẹ khác. Bên cạnh binh lính được tập hợp từ các nơi của Đế quốc, còn có 2.000 kỵ binh Thổ Nhĩ Kỳ và 1.000 lính đánh thuê Frank, khoảng 1.000 vệ binh Varangian và 7000 lính yểm trợ Thổ Nhĩ Kỳ được Vương quốc Hồi Giáo Rum gửi tới. Alexios cũng triệu tập các tagma ở Heraclea Pontica và những khu vực ở tiểu Á mà Đông La Mã còn kiểm soát quay về, điều này cho phép người Seljuk tràn vào chiếm cứ một cách dễ dàng.

## Trận chiến

### Những bước tiến đầu tiên

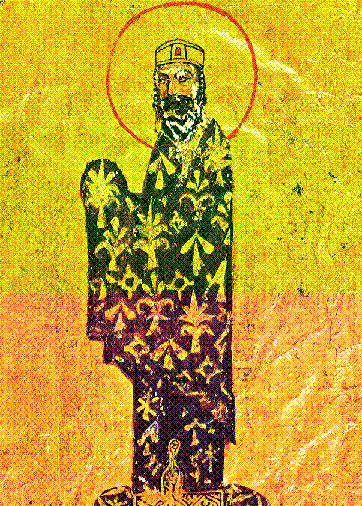
Hình minh họa Alexios I lấy từ trong bản thảo.

Alexios hành quân từ Salonica và hạ trại trên một sườn dốc bên sông Charzanes gần Dyrrhachium vào ngày 15 tháng 10. Tại đây, ông tổ chức một cuộc họp với các tướng lĩnh cấp cao nhằm đưa ra các quyết định đúng đắn cho trận chến. Các tướng lĩnh cấp cao đều tham dự, trong đó có cả Georgios Palaiologos, người đã tìm cách vượt ra khỏi vòng vây xung quanh thành phố. Đa số các tướng lĩnh cấp cao, bao gồm cả Palaeologus, đều khuyên Alexios nên thận trọng và chọn một thời điểm thích hợp để tấn công. Tuy nhiên, Alexios muốn có một cuộc tấn công ngay lập tức, hy vọng sẽ đánh thẳng được vào sau lưng quân Norman khi họ còn đang bận bao vây thành phố. Alexios nhanh chóng đưa quân lên các ngọn đồi đối diện với thành phố, quyết định thực hiện cuộc tấn công vào sáng hôm sau.
Tuy nhiên, Robert đã biết được cuộc tấn công thông qua các gián điệp của mình, vào đêm ngày 17 tháng 10, ông ta chuyển toàn bộ binh lính từ bán đảo vào cả trong đất liền. Sau khi biết tin Robert đã bắt đầu hành động, Alexios liền thay đổi kế hoạch tác chiến ban đầu của mình. Hoàng đế đã chia quân đội của mình làm ba cánh quân, cánh tả do Gregorios Pakourianos chỉ huy, cánh hữu do Nikephoros Melissenos chỉ huy, còn ông đích thân chỉ huy trung quân. Guiscard cũng hình thành chiến tuyến đối diện với quân Đông La Mã, với cánh tả do Bá tước Giovinazzo chỉ huy, cánh hữu nằm dưới quyền của Bohemond còn Guiscard đối diện với Alexios bằng việc chỉ huy trung quân.
Vệ binh Varangian được lệnh triển khai lên hàng đầu của các lực lượng chính, phía sau họ là một bộ phận cung thủ tinh nhuệ. Các cung thủ được lệnh di chuyển lên trước các vệ binh và bắn hàng loạt mũi tên về phía kẻ thù, rồi rút lui về phía sau hàng ngũ các vệ binh Varangian. Họ tiếp tục thực hiện chiến thuật này cho đến khi quân đội hai bên tiến sát lại gần nhau.
Do cả hai đội quân đều đang ở thế sẵn sàng chống lại những cú đánh đầu tiên, Robert đã quyết định chủ động tấn công trước bằng cách cử một đội kỵ binh ở trung quân tấn công giả vờ vào các vị trí của quân Đông La Mã. Ông ta hy vọng có thể thu hút sự chú ý của các vệ binh Varangian rồi loại bỏ khỏi cuộc chiến. Thế nhưng điều này đã không thể thực hiện được do các kỵ binh bị đẩy lùi bởi các cung thủ Đông La Mã. Cánh hữu của quân Norman sau đó đã gặp phải đợt tấn công dữ dội bởi cánh tả của quân Đông La Mã và các vệ binh Varangian. Người Norman kịch liệt kháng cự cho đến khi Alexios điều một số binh lính tinh nhuệ sang hỗ trợ cánh tả, còn các vệ binh Varangian đối diện trực tiếp với người Norman. Cánh hữu hoàn toàn bị chọc thủng, và binh lính Norman vỡ trận bỏ chạy toán loạn về phía bờ biển. Tại đây, họ được tập hợp lại bởi Sikelgaita, vợ của Robert Guiscard. Anna Komnene sau này trong tác phẩm Alexiad đã nhận xét bà như sau:"Giống như một Pallas, chứ không phải một Athena thứ hai."
| “                       | Tại thời điểm ấy, Sikelgaita-đi cùng với chồng mình trong cuộc viễn chinh này, người được gọi là "một Pallas, chứ không phải một Athena thứ hai", nhìn thấy các bính lính tan vỡ đang tháo chạy về phía bờ biển. Bà nghiêm khắc nhìn họ và cất tiếng nói vang dội, trong ngữ điệu của bà có điều gì đó tương đồng như lời nói của Homer: "Là những đàn ông và cũng là bạn bè của ta, hãy đề cao sự dũng cảm của các người." Nhưng khi thấy họ tiếp tục chạy, bà liền cầm một ngọn giáo dài phóng về phía những kẻ đào tẩu. Nhìn thấy điều này, họ dần dần ổn định lại hàng ngũ và quay lại chiến trường. | ” |
| — Anna Komnene, Alexiad | |   |

### Quân Đông La Mã vỡ trận

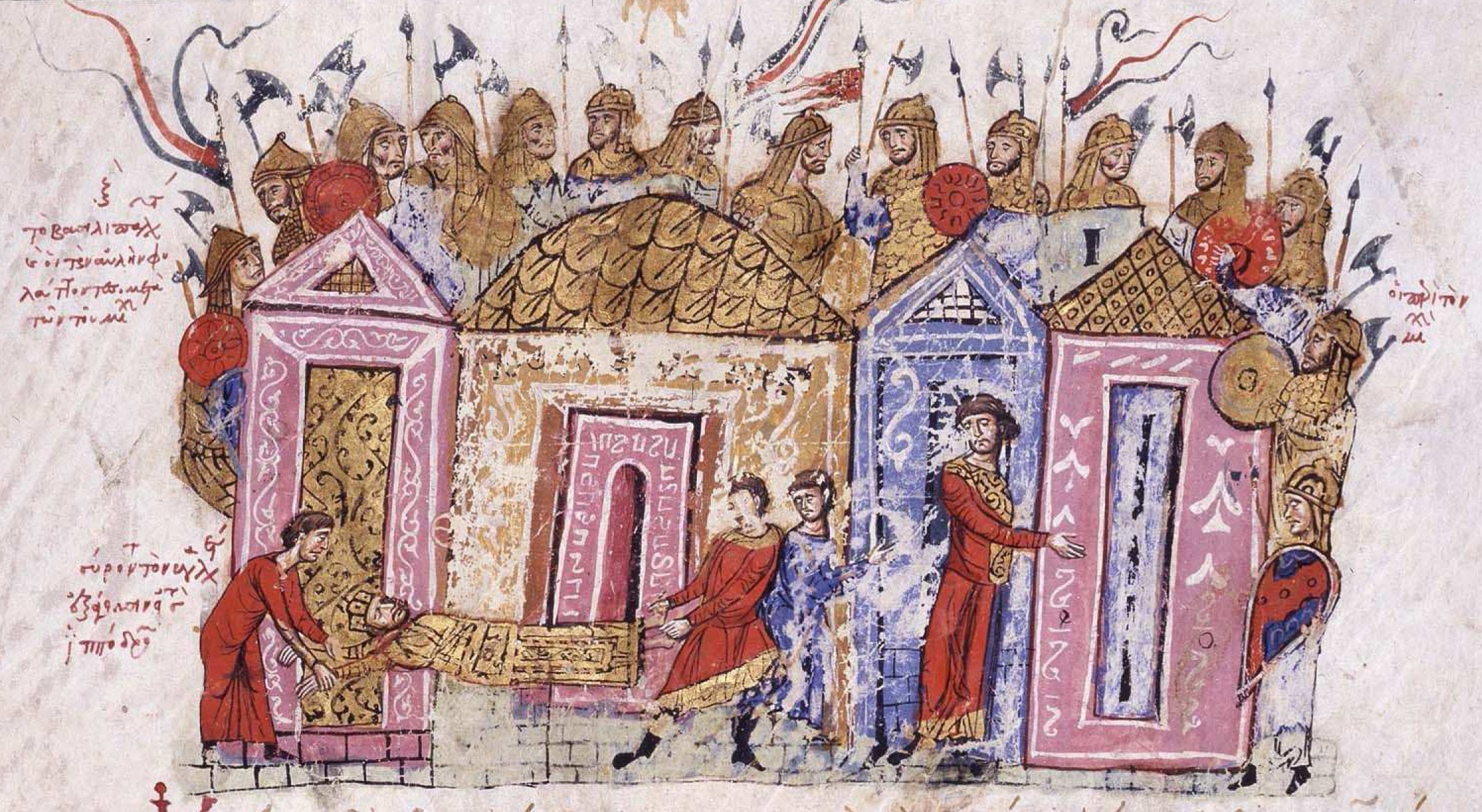
Lực lượng vệ binh Varangian.

Trong lúc đó, cánh hữu và trung quân của Đông La Mã đang giáp chiến với những quân Norman đối diện. Tuy nhiên, vì cánh hữu đã tan vỡ khiến cho các hiệp sĩ Norman rơi vào nguy cơ bị đánh tạt sườn. Cùng lúc này, vệ binh Varangian (chủ yếu là những người Anglo-Saxon đã chạy khỏi Anh sau khi người Norman chinh phục đảo quốc này) đã lao vào tấn công những hiệp sĩ Norman ngay lập tức. Với những chiếc rìu chiến cán dài, họ tấn công kịch liệt các hiệp sĩ Norman, nhiều người lúc này đã bị ngã xuống và kéo lê đi do những con ngựa đang vô cùng hoảng sợ lồng lên. Vệ binh Varangian nhanh chóng tách rời với cánh quân chính của Đông La Mã, lại thêm bị kiệt sức do truy đuổi những kỵ binh Norman mà họ hoàn toàn không có đủ sức để đối đầu với cuộc tấn công tiếp theo của Robert. Một lực lượng mạnh bao gồm lính cầm giáo và các tay nỏ nhanh chóng được Robert Guiscard điều đến đánh thẳng vào mạn sườn vệ binh Varangian và tiêu diệt hầu hết bọn họ. Một vài người sống sót đã cố gắng chạy trốn vào bên trong Nhà thờ Tổng lãnh thiên thần Micae. Quân Norman liền phóng hỏa thiêu trụi nhà thờ này, và tất cả các vệ binh Varangian đều chết cháy trong đó.
Nhận thấy tình hình có vẻ xấu đi, tướng quân Georgios Palaiologos liền mở cửa thành Dyrrhachium dẫn quân xông ra phá vây, nhưng cũng không thể cứu vãn tình thế. Tệ hơn thế, chư hầu của Alexios, vua Constantine Bodin xứ Duklja đã phản bội Đông La Mã và chạy sang ủng hộ quân Norman. Kế đến, những binh lính Thổ Nhĩ Ký được Sultan Suleyman I gửi đến cũng làm theo ông ta và tháo chạy khỏi chiến trường.
Do cánh tả vẫn còn đang đuổi theo cánh hữu của quân Norman, giờ đây Alexios phải đối diện với trung quân Norman. Robert Guiscard đã điều các thiết kỵ đánh thẳng vào trung quân Đông La Mã. Các hiệp sĩ Norman lao thẳng vào đánh thủng hàng ngũ của quân Đông La Mã, sau đó tách thành các nhóm nhỏ để tấn công cùng lúc đội hình của quân Đông La Mã, vốn lúc này đã bị tan rã và chia tách. Doanh trại của Đế quốc, vốn không có người bảo vệ, đã nằm trong tay người Norman.
Alexios và các tùy tướng đã chiến đấu đủ lâu cho tới khi buộc phải tháo chạy. Trong khi tháo chạy, Alexios đã bị tách khỏi những tùy tùng của mình và bị những binh lính Norman tấn công. Dù bị thương ở trán và mất khá nhiều máu, ông may mắn chạy được tới Ohrid, nơi ông tập hợp lại tàn quân của mình.

## Hậu quả
Đánh giá của John Haldon về trận chiến.
Trận chiến kết thúc với một thất bại nặng nề đối với Alexios. Sử gia Jonathan Harris thậm chí còn nhận xét là "thảm họa như ở Manzikert". Đông La Mã bị thiệt hại tới khoảng 5.000 quân, trong đó bao gồm hầu hết các vệ binh Varangian. Thiệt hại bên phía quân Norman vẫn chưa được xác định, tuy nhiên John Haldon cho rằng cũng là khá đáng kể bởi hai cánh đã bị chọc thủng và quân lính tháo chạy. Về phía sử gia Robert Holme đã nhận xét:"kỹ thuật tác chiến mới của các hiệp sĩ, với những cây thương dài được kẹp chặt dưới cánh tay nhằm ổn định với những thao tác của chiến binh trên lưng ngựa - đã thành công rực rỡ".
Tướng quân Georgios Palaiologos đã không thể vào lại thành Dyrrhachium sau trận chiến và phải rút lui cùng với lực lượng chính. Việc phòng thủ thành phố được để lại cho người Venice, còn bản thân thành phố nằm dưới sự kiểm soát của một người Albania, Komiskortes.
Đến tháng 2 năm 1082, thành Dyrrhachium thất thủ sau khi một người Venice hoặc Amalfi đã bí mật mở cổng thành cho quân Norman tràn vào. Thừa thắng, quân Norman tràn vào miền bắc Hy Lạp mà không gặp bất kỳ sự kháng cự đáng kể nào. Tuy nhiên, khi Robert đóng quân ở Kastoria, một sứ giá từ Ý tới đã báo cho ông ta biết tin Apulia, Calabria và Campania đã nổi loạn. Đồng thời, viên sứ giả cũng cấp báo rằng Hoàng đế Heinrich IV của Thánh chế La Mã đã đưa quân tới trước các cửa thành của Roma và đang bao vây Giáo hoàng Grêgôriô VII, quân đồng minh của người Norman. Hoàng đế Alexios đã trả cho Heinrich 360.000 đồng vàng để đổi lấy mối liên minh này. Đáp lại, Heinrich đưa quân tràn xuống Ý và tấn công các lãnh thổ của Giáo hoàng. Robert Guiscard vội mang quân lại Ý, và để lại một bộ phận binh lực ở Hy Lạp cho Bohemond chỉ huy.
Thất vọng vì số tiền bỏ ra đã không thu được kết quả đáng kể nào mà còn mang tới khó khăn về tài chính, Alexios buộc phải trưng thu nhiều của cải của Giáo hội nhằm có tiền để tập hợp một đội quân mới. Với số tiền trên, ông trưng tập một đội quân ở gần Thessalonica và tổ chức phản công quân của Bohemond. Thế nhưng, Bohemond đã đánh bại ông trong hai trận đánh: một trận ở gần Arta và một trận khác ở gần Ioannina. Những thắng lợi này đã mở đường cho quân Norman kiểm soát hoàn toàn Macedonia và hầu hết vùng Thessaly. Sau đó, Bohemond đưa quân tới đánh thành Larissa. Đúng lúc này, Alexios dẫn theo một đạo quân mới trưng tập và 7.000 quân mà Sultan gửi tới đã tổ chức phản công, đánh bại người Norman dưới chân thành Larissa. Chiến bại và không được trả lương đã khiến cho sĩ khí quân Norman suy giảm nghiêm trọng, buộc Bohemond phải ra lệnh quay lại bờ biển và lên thuyền về nước. Trong khi đó, Alexios cấp cho người Venice một khu tô giới ở Constantinople và miễn thuế cho các giao dịch buôn bán của họ nhằm đổi lấy sự trợ giúp của họ. Người Venice đáp lại bằng việc tái chiếm Corfu và Durrachyum trả về cho Đông La Mã. Những chiến thắng này đã khôi phục nguyên trạng lãnh thổ của Đông La Mã trước chiến tranh và đưa đế quốc bước vào thời kỳ "Phục hưng Komnenos".

### Chủ yếu
- Anna Comnena (dịch bởi E. R. A. Sewter). The Alexiad. London: Penguin Books, 1996, ISBN 0-14-044215-4.

### Các nguồn khác
- Birkenmeier, John W. (2002). The Development of the Komnenian Army [Sự phát triển của quân đội nhà Komnenos: 1081-1180]. Boston, Massachusetts: Brill. ISBN 90-04-11710-5.
- Brown, Reginald Allen (1984). The Normans [Người Norman]. Woodridge: Boydell Press. ISBN 0-85115-199-X.
- Cross, Robin (1991). The Guinness Encyclopedia of Warfare [Bách khoa toàn thư về chiến tranh]. Enfield: Guinness Publishing. ISBN 0-85112-985-4.
- D'Amato, Raffaele; Rava, Giuseppe (2010). Vệ binh Varangian 988-453. Long Island City, New York and Oxford, United Kingdom: Osprey Publishing. ISBN 1-84908-179-4.[liên kết hỏng]
- Gravett, Christopher; Nicolle, David (2006). The Normans: Warrior Knights and their Castles [Người Norman: những kỵ sĩ chiến binh và lâu đài của họ]. Oxford, United Kingdom: Osprey Publishing. ISBN 1-84603-088-9.[liên kết hỏng]
- Haldon, John F. (2001). The Byzantine Wars: Battles and Campaigns of the Byzantine Era [Các cuộc chiến tranh của Đông La Mã: Những trận đánh và chiến dịch trong thời kỳ Đông La Mã]. Stroud, Gloucestershire: Tempus Publishing. ISBN 0-7524-1795-9.
- Harris, Jonathan (2003). Byzantium and the Crusades [Đông La Mã và quân Thập tự Chinh]. London, United Kingdom: Hambledon and London. ISBN 1-85285-298-4.
- Holmes, Richard (1988). The World Atlas of Warfare: Military Innovations that Changed the Course of History. Viking Studio Books. ISBN 0-670-81967-0.
- Hooper, Nicholas; Bennett, Matthew (1996). The Cambridge Illustrated Atlas of Warfare: The Middle Ages, 768-1487. Cambridge, United Kingdom: Cambridge University Press. ISBN 0-521-44049-1.[liên kết hỏng]
- Norwich, John Julius (1995). Byzantium: The Decline and Fall. London, United Kingdom: Viking. ISBN 0-670-82377-5.
- Treadgold, Warren T. (1997). A History of the Byzantine State and Society. Stanford, California: Stanford University Press. ISBN 0-8047-2421-0.